# Mioprionodon
Mioprionodon — вимерлий рід котовидих ссавців. Скам'янілості знайдено в таких країнах: Кенія. Описано такі види: Mioprionodon hodopeus.